# حسین‌آباد (فراشبند)
حسین‌آباد (فراشبند)، روستایی از توابع بخش مرکزی شهرستان فراشبند در استان فارس ایران است.

## جمعیت
این روستا در دهستان آویز قرار دارد و براساس سرشماری مرکز آمار ایران در سال ۱۳۸۵، جمعیت آن ۶۸۵ نفر (۱۴۵خانوار) بوده‌است.